# Bulbophyllum hamelinii
Bulbophyllum hamelinii är en orkidéart som beskrevs av William Watson. Bulbophyllum hamelinii ingår i släktet Bulbophyllum och familjen orkidéer. Inga underarter finns listade i Catalogue of Life.

## Bildgalleri

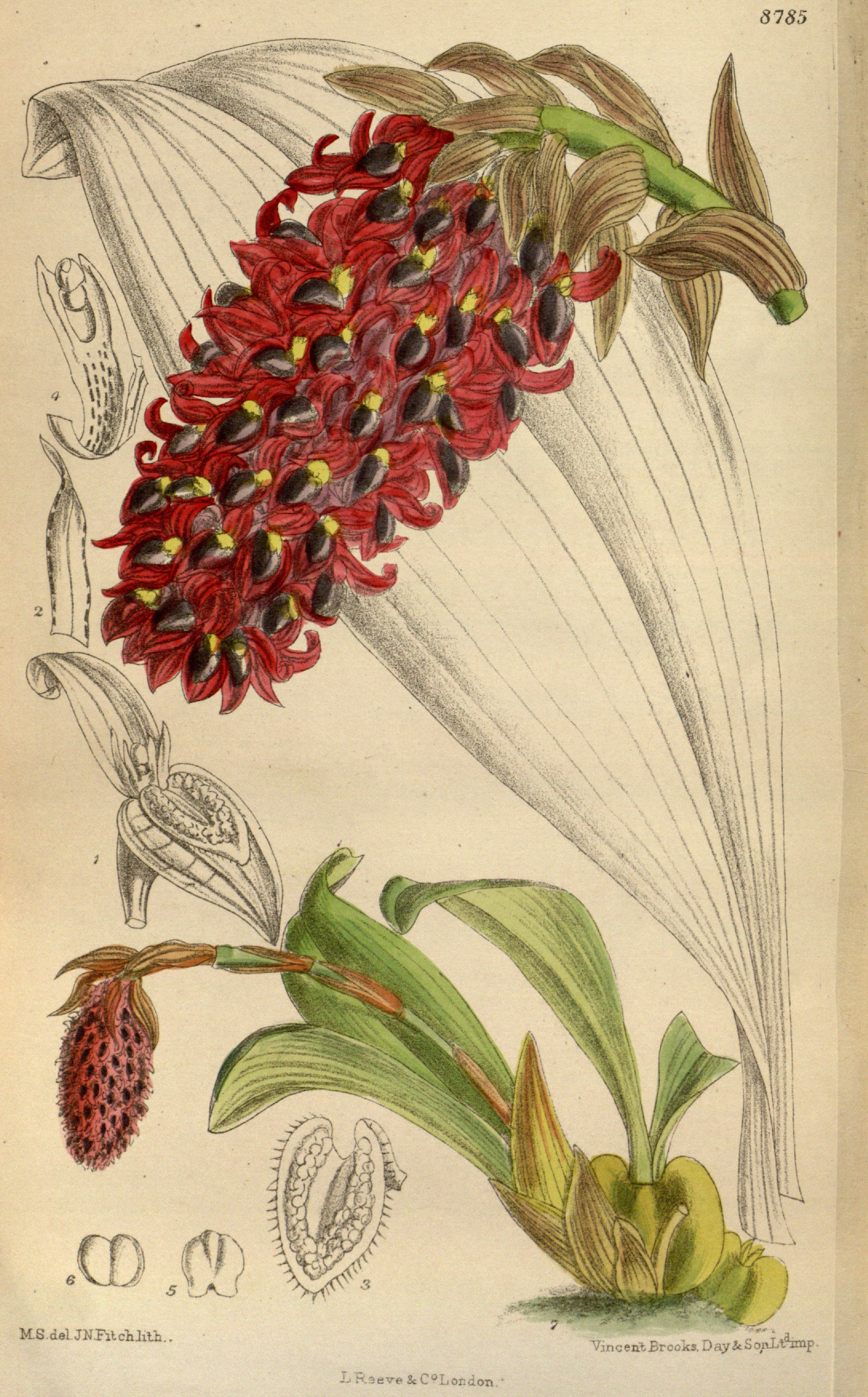